# Jerčin
Jerčin je naselje u slovenskoj Općini Podčetrtku. Jerčin se nalazi u pokrajini Štajerskoj i statističkoj regiji Savinjskoj. 

## Stanovništvo
Prema popisu stanovništva iz 2002. godine naselje je imalo 58 stanovnika.